# Nike Air Monarch
Nike Air Monarch — кросівки Nike, призначене для щоденного носіння. Популярність взуття серед літніх татусів призвела до того, що взуття стало відомим як «татове взуття».

## Передумови
Компанія побачила, що вона втрачає частку ринку зі споживачами старшого віку на користь інших компаній, і хотіла випустити нове взуття, яке б сподобалося цій демографічній групі. Ідея дизайну полягала в тому, щоб створити щось, що вважалося життєво важливим для повсякденного життя, як їжа. Багато дизайнерів Nike ходили в тематичні парки, щоб спостерігати за тим, що вони роблять, а також запитувати їхню думку щодо дизайну.